# Sansi jezik
Sansi jezik (bhilki, sansiboli; ISO 639-3: ssi), jezik plemena Sansi koji žive na području indijskih država Radžastan; Pandžab; Haryana; Delhi; Himachal Pradesh; Džamu i Kašmir; Madhya Pradesh; Karnataka; Uttar Pradesh (ukupno 60 000 u Indiji; Gusain 2002) i u Pakistanu (16 200; 2000).
Žive po vlastitim socijalnim normama, izolirani od ostalih susjednih društva. Trenutno su u procesu gubljenja plemenskog identiteta, ali se još nisu integrirali u suvremeno indijsko društvo. U upotrebi su i hindski [hin] i Gudžaratski [guj]. Sansi i kabutra čine manji ogranak hindustanskih jezika (sansi jezici) koja je dio šire zapadnohinduske skupine.

## Vanjske poveznice
- Ethnologue (14th)
- Ethnologue (15th)